# Жунич, Стипе
Стипе Жунич (хорв. Stipe Žunić; род. 13 декабря 1990, Задар) — хорватский легкоатлет, специалист по толканию ядра. Выступал за сборную Хорватии по лёгкой атлетике в 2007—2019 годах, обладатель бронзовой медали чемпионата мира, серебряный призёр Средиземноморских игр, многократный победитель и призёр первенств национального значения, участник летних Олимпийских игр в Рио-де-Жанейро.

## Биография
Стипе Жунич родился 13 декабря 1990 года в городе Задар.
Прежде чем перейти в лёгкую атлетику, в детстве серьёзно занимался кикбоксингом. Провёл 70 боёв, из которых выиграл 65. Становился чемпионом мира среди юниоров.
Впервые заявил о себе в лёгкой атлетике на международном уровне в сезоне 2007 года, когда вошёл в состав хорватской национальной сборной и выступил на юношеском мировом первенстве в Остраве, где в зачёте метания копья стал седьмым. Также в этом сезоне выиграл бронзовую медаль на Европейском юношеском летнем олимпийском фестивале в Белграде.
В 2008 году метал копьё на юниорском мировом первенстве в Быдгоще.
В 2011 году в той же дисциплине занял 11-е место на молодёжном европейском первенстве в Остраве.
В связи с травмой локтя в 2013 году вынужден был отказаться от копья и стал специализироваться на толкании ядра.
Занимался лёгкой атлетикой во время учёбы в США во Флоридском университете, где получил степень в области социологии. Состоял в университетской легкоатлетической команде «Флорида Гаторс», неоднократно принимал участие в различных студенческих соревнованиях, в том числе становился шестым и третьим в первом дивизионе чемпионата Национальной ассоциации студенческого спорта — в 2014 и 2015 годах соответственно.
Начиная с 2014 года выступал среди взрослых спортсменов и специализировался исключительно на толкании ядра. Так, в данной дисциплине показал четвёртый результат на чемпионате Европы в Цюрихе.
В 2015 году занял седьмое место на чемпионате Европы в помещении в Праге.
В 2016 году был девятым на чемпионате Европы в Амстердаме (после дисквалификации румына Андрея Тоадера поднялся на восьмую позицию). Выполнив олимпийский квалификационный норматив (20,50), удостоился права защищать честь страны на летних Олимпийских играх в Рио-де-Жанейро — в финале толкания ядра показал результат 20,04 метра, расположившись в итоговом протоколе соревнований на 11-й строке.
После Олимпиады в Рио Жунич остался действующим спортсменом и продолжил принимать участие в крупнейших международных турнирах. Так, в 2017 году на соревнованиях в Словенска-Бистрице он установил свой личный рекорд в толкании ядра на открытом стадионе — 21,48 метра. Помимо этого, стал пятым на чемпионате Европы в помещении в Белграде, завоевал бронзовую награду на чемпионате мира в Лондоне.
В 2018 году получил серебро на Средиземноморских играх в Таррагоне, уступив только боснийцу Хамзе Аличу. Занял седьмое место на чемпионате Европы в Берлине.